# Винченцо Камучини
Винченцо Камучини (на италиански: Vincenzo Camuccini; * 22 февруари 1771 г. в Рим; † 2 септември 1844 г. в Рим) е италиански художник на неокласицизма през XIX век на религиозни и исторически сюжети.
Камучини (с брат си Пиетро) е ученик в Рим на Доменико Корви. До 30-годишната си възраст копира от по-старите художници. Първата и най-известна негова картина e „Смъртта на Цезар“ от 1798 г. По-късно рисува преди всичко по староримски църковноисторически мотиви. Към края на живота си събира фламандски и холандски произведения.
Голяма част от неговите картини и колекция са изложени в Palazzo Camuccini Cesi в Канталупо ин Сабина, организирана и купена от неговия син Джовани.